# پاسیم
پاسیم، نام ردایی است که بر اساس کتاب مقدس، یعقوب به یوسف نخستین فرزندش از راحیل بخشید؛ در فرهنگ عبری معنایی برای پاسیم وجود ندارد؛ به همین دلیل برخی نام این ردا را صرفاً بیانی رمزی از زندگی و فروش یوسف می‌دانند؛ حرف پ نمایانگر پوتیفار خواجه مصری یوسف است؛ س سوحاریم بازرگانی است که یوسف را از برادران خرید و در بازار مصر فروخت؛ یاء نمایانگر اسماعیلیان میم نمایانگر مدیانیانی است که او را از اسماعیلیان خریدند. واژه پاسیم را رنگارنگ و بلند معنی کرده اند؛ لیکن این واژه می‌تواند آرامی و به معنی شکاف و جدایی باشد. در مثل عبری، پاسیم نماد شکوه و جلال خداوندی است؛ با این حال از روایت کتاب مقدس چنین برداشت می‌شود که دلیل اصلی حسد برادران یوسف به او، همین ردا بوده است که از بین برادران به یوسف اختصاص یافته است.

## منبع
Haggadah, Translated from the Original Hebrew to English by William Hindel and Louis Ginzberg, WorldWisdom, 1993